# توماس تومسون (سياسي نيوزلندي)
توماس تومسون (بالإنجليزية: Thomas Thompson)‏ هو سياسي نيوزلندي، ولد في 1832، وتوفي في 1919. حزبياً، نشط في الحزب الليبيرالي النيوزيلندي. وقد انتخب وزير العدل ‏ (2 مارس 1896 – ) وانتخب عضو مجلس النواب النيوزيلندي.